# Парламентські вибори у Франції 2007
Парламентські вибори 2007 року у Франції відбулися 10 червня і 17 червня. На них було обрано 13-ті Національні збори П'ятої республіки.

## Результати

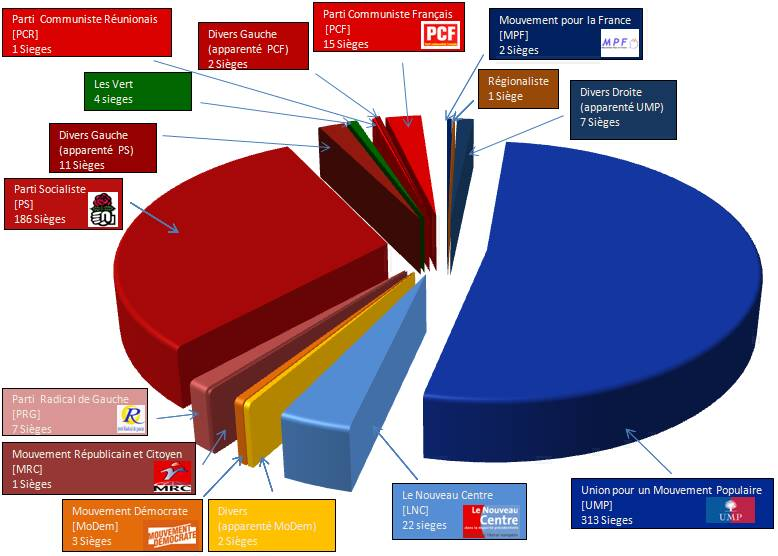
Розподіл місць після виборів

## Контекст
Ці парламентські вибори проходили лише через місяць після президентських, тому очікувалося, що обраний президентом Ніколя Саркозі зможе отримати в нових Національних зборах президентську більшість, як це сталося на виборах 2002 року. Невизначеність виникала в зв'язку з формуванням Франсуа Байру, який отримав 18,5 % голосів у першому турі президентських виборів, нового «Демократичного руху» (MoDem), що дало йому привід говорити про «третій тур». Однак, це не підтвердилося, можливо, чкерез те, що більшість депутатів від партії Ф.Байру відкололися від нього і приєдналися до президентської більшості.

## Система виборів
У Франції представники обираються у законодавчий орган країни Національні збори на 5 років на основі прямого загального виборчого права. Вибори проходять в 2 тури. Якщо в першому турі (10 червня) кандидат отримує абсолютну більшість голосів (більше 50 %), то за умови участі не менше 25 % зареєстрованих виборців, він вважається обраним у першому турі і другий тур не проводиться. Якщо ж ніхто з кандидатів не обирається в першому турі, то проводиться другий тур.
У другому турі (17 червня) беруть участь всі кандидати, які отримали принаймні 12,5 % голосів зареєстрованих виборців. Таким чином, у другий тур можуть пройти більше двох кандидатів. Для того, щоб бути обраним у другому турі, кандидат вже повинен отримати просту більшість голосів.
У більш екзотичних випадках, коли жоден з кандидатів не отримує більше 12,5 % голосів, другий тур проводиться між двома кандидатами, які отримали більше всіх голосів. Є також правило, що свідчить, що у випадку, коли два кандидати отримують однакову кількість голосів, обирається старший з них.

## Виборча кампанія
Загальний настрій виборчої кампанії свідчив про те, що поразка лише нещодавно обраного президента на цих парламентських виборах малоймовірна. Опитування (на 18 травня) свідчили про те, що Союз за народний рух Ніколя Саркозі отримає абсолютну більшість у національних зборах (від 317 до 381 з 577 місць), соціалісти — 151—200 місць, комуністи — 14-21 місць, Демократичний рух — до 4 місць і зелені можуть отримати 1-2 місця..
Призначення прем'єр-міністром Франсуа Фійона зіграло позитивну роль для президентської більшості і підвищило очікувану кількість місць для нього до 379—431. Підвищення рейтингу президентської партії відбулося за рахунок Демократичного руху та Національного фронту, тоді як рейтинг лівих партій залишився відносно стабільним.
На 577 місць у національних зборах претендувало 7540 кандидатів.

### Нова президентська більшість
До президентської більшості входили Союз за народний рух Ніколя Саркозі та Новий центр, що утворився з колишніх членів Союзу за французьку демократію, незгодних з політикою Франсуа Байру. Ці партії асоціювали себе з програмою президента Н.Саркозі. Франсуа Фійон, новий прем'єр-міністр уряду Ніколя Саркозі, керував парламентською діяльністю Союзу за народний рух з 2006 року під гаслом «Разом за президентську більшість».
Він заявляв, що його мета — не лише отримати більшість в парламенті, але й отримати більшість голосів при загальному голосуванні для досягнення повної легітимності свого уряду.
На виборах Союз за народний рух (UMP) був представлений 546 кандидатами в депутати, до яких входили:
- 2 кандидати від Національного центру незалежних і аграріїв, асоційованих з UMP;
- 22 кандидати, що вийшли з Союзу за французьку демократію і об'єдналися з UMP;
- 2 кандидата з «Руху за Францію» за договором з UMP;
- 2 кандидата із Союзу за французьку демократію;
- 2 кандидата, асоційованих з UMP.

### Соціалісти: знову в опозиції?

Франсуа Олланд, перший секретар Соціалістичної партія і Сеголен Руаяль, 29 березня. Концертний зал «Зеніт», Париж

Соціалістична партія проводила свою передвиборчу кампанію під гаслом «Ліві — ті, хто діють, ліві — ті, хто захищають». Мета кампанії була — не віддати всю владу правим. Більшість визнавало, що СПФ знаходиться в кризі і потребує реформи. Однак, не було згоди щодо природи реформування. Такий впливовий соціаліст, як Домінік Стросс-Кан, що критикував передвиборчу президентську кампанію Сеголен Руаяль, вважав, що партія повинна прийняти ринкову економіку, тобто стати фактично соціал-демократичної.
Однак, інші лідери (Лоран Фабіус, Жан-Люк Меленшон) хотіли позиціонувати СПФ, навпаки, лівіше. Сеголен Руаяль ж вважала, що необхідно терміново після виборів проводити з'їзд партії для вирішення питання про висунення кандидата на наступних президентських виборах 2012 року.
Перший секретар партії Франсуа Олланд, що керував виборчою кампанією, негативно відреагував на входження соціалістів в кабінет Франсуа Фійона. Він вважав, що це буде в будь-якому випадку правий уряд. Після того, як Бернар Кушнер увійшов в уряд, Ф.Олланд заявив, що той «більше не входить до СПФ».
СПФ сформувала передвиборчу платформу з Лівою радикальною партією (PRG) і Республіканським і громадянським рухом (MRC). СПФ безуспішно намагалася домовитися також і з зеленими. Не вдалося домовитися з комуністами. Об'єднані PS-PRG-MRC висунуло 543 кандидата, з яких 501 соціаліст і 32 лівих радикалів.
Прогнози на основі голосування під час президентських виборів передбачали, що соціалісти можуть отримати від 151 до 200 місць у національних зборах (у попередньому Національному зборах було 142 місця).

### Центристи «Демократичного руху» включаються в гру

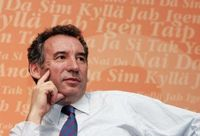
Франсуа Байру, президент UDF і засновник MoDem

Демократичний рух, заснований Франсуа Байру в травні 2007 року на базі Союзу за французьку демократію, намагався знайти своє місце на французькій політичній сцені.
Вихід 18 з 29 депутатів попередніх Національних зборів, що представляли партію Байру, в президентську більшість (вони створили об'єднання «Новий центр») створив значну перешкоду для центристів Байру.
Хоча більшість членів партії і підтримали Байру, але брак досвідчених кадрів зажадала негайного залучення нових політиків. З іншого боку, в новий Демократичний рух увійшли свіжі люди, які раніше ніколи не займалися політикою.
Кількість членів нового руху перевищила 75 тисяч, включаючи багато молодих кадрів. В нього увійшов політичний рух Cap 21 (Громадянство, Дія, Участь за ХХІ століття), засноване в 1996 році Корін Лепаж, деякі члени зелених, включаючи Жана-Люка Бенаміа.
Всього на платформі UDF-MoDem у виборах брало участь 535 кандидата, з яких близько 40 — це вихідці з CAP 21 і зелених.
Прогнози показували, що на цих виборах рух міг досягти лише відносно скромних результатів: від 1 до 6 місць у національних зборах, тобто значно менше, ніж на попередніх (29 місць).

## Опитування громадської думки

### Травень
| Партия                                                               | Партия | Результаты 2002 | CSA 06/05 | Ifop 15/05 | Ipsos 16/05 | BVA 18/05 | TNS 21/05 | Ispos 23/05 | BVA 24/05 | CSA 24/05 | Ipsos 25/05 | Ifop 25/05 | Ipsos 26/05 | Ipsos 28/05 | Ispos 29/05 | TNS 29/05 | Ipsos 30/05 | Ipsos 31/05 |
| Союз за народний рух -Новий центр (UMP-NC) — Президентська більшість | 33,3 % | 35,0 %          | 37,0 %    | 40,0 %     | 36,0 %      | 40,0 %    | 41,5 %    | 42,0 %      | 37,0 %    | 43,5 %    | 41,0 %      | 43,0 %     | 43,5 %      | 43,0 %      | 42,0 %      | 43,5 %    | 43,5 %      |             |
| Соціалістична партія (PS)                                            | 24,1 % | 30,0 %          | 28,0 %    | 28,0 %     | 30,0 %      | 28,0 %    | 29,0 %    | 30,0 %      | 26,0 %    | 27,5 %    | 27,5 %      | 28,0 %     | 28,5 %      | 29,5 %      | 27,0 %      | 29,5 %    | 29,5 %      |             |
| Союз за французьку демократію- Демократичний рух (UDF-MoDem)         | 4,8 %  | 15,0 %          | 14,0 %    | 10,0 %     | 12,0 %      | 15,0 %    | 8,5 %     | 9,0 %       | 12,0 %    | 9,5 %     | 12,0 %      | 9,5 %      | 9,0 %       | 8,5 %       | 10,0 %      | 7,5 %     | 7,0 %       |             |
| Національний фронт (FN)                                              | 11,3 % | 8,0 %           | 7,0 %     | 8,0 %      | 8,0 %       | 3,5 %     | 5,5 %     | 5,0 %       | 8,0 %     | 5,0 %     | 6,0 %       | 4,5 %      | 4,0 %       | 4,5 %       | 4,0 %       | 4,5 %     | 5,0 %       |             |
| Комуністична партія (PCF)                                            | 4,8 %  | 2,0 %           | 4,0 %     | 3,5 %      | 3,0 %       | 3,5 %     | 4,0 %     | 3,0 %       | 3,0 %     | 4,0 %     | 3,5 %       | 4,0 %      | 4,0 %       | 3,5 %       | 4,0 %       | 3,5 %     | 3,0 %       |             |
| Зелені                                                               | 4,5 %  | 1,0 %           | 4,0 %     | 4,0 %      | 4,0 %       | 4,0 %     | 3,5 %     | 3,5 %       | 5,0 %     | 2,5 %     | 4,0 %       | 2,5 %      | 3,0 %       | 3,0 %       | 3,0 %       | 3,0 %     | 3,5 %       |             |
| Робітнича боротьба- Ліга революційних комуністів (LO-LCR)            | 2,5 %  | 3,0 %           | 3,0 %     | 3,0 %      | 3,0 %       | 3,5 %     | 4,0 %     | 4,5 %       | 5,0 %     | 3,0 %     | 2,0 %       | 3,0 %      | 3,0 %       | 3,0 %       | 4,0 %       | 3,0 %     | 2,5 %       |             |
| Решта                                                                | 17,4 % | 6,0 %           | 3,0 %     | 3,5 %      | 4,0 %       | 3,5 %     | 4,0 %     | 3,0 %       | 4,0 %     | 4,5 %     | 4,0 %       | 5,0 %      | 4,0 %       | 4,5 %       | 6,0 %       | 5,5 %     | 6,0 %       |             |

### Червень
| Партия                                                              | Партия | Результаты 2002 | Ipsos 01/06 | Ifop 01/06 | Ipsos 02/06 | Ipsos 04/06 | Ipsos 05/06 | BVA 05/06 | Ipsos 06/06 | TNS 06/06 | CSA 07/06 | Ipsos 07/06 | Ipsos 08/06 | TNS 08/06 | CSA 08/06 | Ipsos 09/06 |
| Союз за народних рух-Новий центр (UMP-NC) — Президентська більшість | 33,3 % | 43,5 %          | 41,0 %      | 43,0 %     | 42,5 %      | 41,5 %      | 42,0 %      | 41,5 %    | 41,5 %      | 41,0 %    | 43,0 %    | 41,5 %      | 41,5 %      | 41,0 %    | 41,5 %    |             |
| Соціалістична партія (PS)                                           | 24,1 % | 29,5 %          | 27,0 %      | 29,0 %     | 29,0 %      | 29,0 %      | 28,0 %      | 29,0 %    | 29,5 %      | 28,0 %    | 28,0 %    | 29,5 %      | 29,5 %      | 28,0 %    | 29,5 %    |             |
| Союз за французьку демократію- Демократичний рух (UDF-MoDem)        | 4,8 %  | 7,5 %           | 9,0 %       | 8,0 %      | 9,0 %       | 9,0 %       | 8,0 %       | 9,0 %     | 10,0 %      | 7,0 %     | 9,0 %     | 10,0 %      | 10,0 %      | 7,0 %     | 10,0 %    |             |
| Національний фронт (FN)                                             | 11,3 % | 4,5 %           | 6,0 %       | 5,0 %      | 5,5 %       | 6,0 %       | 5,0 %       | 5,5 %     | 4,0 %       | 6,0 %     | 5,0 %     | 5,5 %       | 4,0 %       | 6,0 %     | 5,5 %     |             |
| Комуністична партія (PCF)                                           | 4,8 %  | 3,0 %           | 4,5 %       | 3,5 %      | 3,5 %       | 3,5 %       | 4,0 %       | 4,0 %     | 3,0 %       | 4,0 %     | 4,0 %     | 3,5 %       | 3,0 %       | 4,0 %     | 3,5 %     |             |
| Зелені                                                              | 4,5 %  | 4,0 %           | 3,0 %       | 4,0 %      | 3,5 %       | 3,0 %       | 3,0 %       | 3,0 %     | 3,0 %       | 4,0 %     | 3,0 %     | 2,5 %       | 3,0 %       | 4,0 %     | 2,5 %     |             |
| Рабітнича боротьба- Ліга революційних комуністів (LO-LCR)           | 2,5 %  | 2,5 %           | 4,0 %       | 2,5 %      | 2,5 %       | 3,0 %       | 3,0 %       | 3,0 %     | 3,5 %       | 4,0 %     | 3,0 %     | 2,5 %       | 3,5 %       | 4,0 %     | 2,5 %     |             |
| Решта                                                               | 17,4 % | 5,5 %           | 5,5 %       | 5,0 %      | 5,0 %       | 5,0 %       | 7,0 %       | 5,0 %     | 5,5 %       | 6,0 %     | 5,0 %     | 5,0 %       | 5,5 %       | 6,0 %     | 5,0 %     |             |